# Caroline Lucretia Herschel
Caroline Lucretia Herschel (Hannover, 16 marzo 1750 – Hannover, 9 gennaio 1848) è stata un'astronoma, matematica e cantante lirica britannica di origine tedesca e una delle prime due donne elette membro onorario della Royal Astronomical Society.
È ricordata per aver scoperto 8 comete ed essere stata la prima donna al mondo a ricevere uno stipendio come scienziata (1787).

## Biografia
Fu una delle prime donne a dare un importante contributo scientifico all'astronomia, lavorò a lungo con il più famoso fratello, William Herschel, e ne fu spesso, immeritatamente, nell'ombra. Fu, probabilmente, la prima donna a scoprire una cometa.
Nacque ad Hannover, in una famiglia di lavoratori. Suo padre Isaac, giardiniere, era anche un musicista di talento. Isaac Herschel incoraggiò tutti i suoi sei figli a studiare matematica, francese e musica, e in particolare spronò sua figlia Caroline, che all'età di dieci anni era stata colpita da febbre tifoide, malattia che ebbe un forte impatto negativo sulla sua crescita.
Più tardi, Caroline ricordava quando in una fredda e chiara notte suo padre la portò fuori in strada, "per familiarizzarmi con alcune delle più belle costellazioni, e dopo avere osservato una cometa che era visibile in quel periodo."
Rimasta in casa dei genitori fino all'età di 21 anni, raggiunse poi suo fratello William a Bath, in Inghilterra. Caroline divenne la governante della casa, ma successivamente intraprese la carriera professionista di cantante lirica e cominciò a seguire con sempre maggiore passione i lavori astronomici del fratello.
Nel 1787 le venne assegnato un salario annuo per il lavoro di assistente al fratello, diventando la "prima donna a cui sia riconosciuto e remunerato un lavoro in campo scientifico". Nel 1835 venne nominata membro onorario della Royal Astronomical Society per il suo contributo come astronoma. Fu la prima donna a essere insignita di tale titolo insieme a Mary Somerville. Nel 1838 divenne membro della Royal Irish Academy.
La Herschel ha scoperto sei comete: in ordine di scoperta C/1786 P1 Herschel, 35P/Herschel-Rigollet, C/1790 A1 Herschel, C/1790 H1 Herschel, C/1791 X1 Herschel, C/1797 P1 Bouvard-Herschel. Potrebbe avere scoperto un'ulteriore cometa nel luglio-agosto 1783.

## Onorificenze
- A Caroline Herschel sono stati dedicati il cratere lunare C. Herschel[5] e l'asteroide 281 Lucretia.
- Nel 1828 le è stata conferita la Medaglia d'oro della Royal Astronomical Society[6].
- Nel 1846 il re di Prussia, suo Paese natale, le conferì la Medaglia d'Oro delle Scienze.